# Forest City (Illinois)
Forest City è un villaggio degli Stati Uniti d'America, situato nello Stato dell'Illinois, nella contea di Mason.